# ۵ ژوئن
۵ ژوئن در تقویم گرگوری، صد و پنجاه و ششمین (در سال‌های کبیسه صد و پنجاه و هفتمین) روز سال است. ۲۰۹ روز تا پایان سال باقی است.

## رویدادها
- 1967- آغاز جنگ شش روزه میان اعراب و اسرائیل

## مرگ‌ها
- ۱۹۷۷ - فوزی القاوقجی، نظامی لبنانی.[۱]
- ۲۰۱۶ - جروم برونر روان‌شناس آمریکایی

## مناسبت‌ها
- روز جهانی محیط زیست